# Campo di protesta
Un campo di protesta o accampamento di protesta (o semplicemente accampamento) è un campo fisico allestito da attivisti, per fornire una base per una protesta o per ritardare, ostacolare o impedire l'obbiettivo della loro protesta bloccandolo fisicamente con un accampamento. Un campo di protesta può anche avere una componente simbolica o riproduttiva in cui i "campeggiatori della protesta" cercano di ricreare i loro mondi desiderati attraverso l'attuazione di infrastrutture (come cucine comuni, asili nido, servizi igienici a compostaggio ecologici o uso di sistemi di acque grigie) o attraverso modalità di organizzazione e governance (ad esempio, la democrazia diretta).
L'accampamento e/o l'occupazione temporanea di terreni ha una lunga storia che può essere fatta risalire alle culture nomadi e ai Diggers del XVII secolo. Tuttavia, l'uso di campi di protesta come forma contestatoria contemporanea può essere ricondotto al movimento per i diritti civili degli Stati Uniti degli anni '60 e, in particolare, a "Resurrection City", un campo di protesta tenutosi nel maggio 1968 a Washington, D.C. come parte della Poor People's Campaign. Nel Regno Unito, la pubblicità intorno al Greenham Common Women's Peace Camp del 1982 in Inghilterra ha imposto i campi di protesta nell'immaginario pubblico. Da allora la pratica del campeggio di protesta è stata e continua a essere utilizzata da molti movimenti sociali in tutto il mondo.